# Wesley Newcomb Hohfeld
Wesley Newcomb Hohfeld, född den 8 augusti 1879 i Oakland i Kalifornien, död den 21 oktober 1918 i Almeda i Kalifornien, var en amerikansk jurist och rättsfilosof.

## Biografi
Hohfeld tog sin examen vid University of California, Berkeley 1901 och fullbordade därefter sina studier vid Harvard Law School 1904, där han också tjänstgjorde som redaktör för tidskriften Review.
Hohfeld var professor vid Stanford University 1905–14 och vid Yale Law School 1914–18. Hans forskning rörde främst analysen av de juridiska rättighetsbegreppen, vilkas relationer systematiskt framställts i Fundamental legal conceptions (1923).
Rättsvetenskap är en gren av filosofin som sysslar med lagarnas principer och det legala system inom vilket lagarna tillämpas. Hohfelds bidrag var ägnat att förenkla detta. Han gjorde en mycket noggrann analys som skiljde mellan lagars fundamentala innebörd och identifierade samspelet mellan dem. Hans arbete tillhandahåller avancerade verktyg för att dela upp komplexa lagrum i deras olika komponenter. Genom att visa hur lagarnas relationer är kopplade till varande belyses svårigheter i implementering och frågor som uppstår i praktiskt beslutsfattande.